# 维埃纳金字塔
维埃纳金字塔（Pyramide de Vienne）是一座古罗马建筑，位于法国伊泽尔省的维埃纳，建于公元2世纪。
1852年，维埃纳金字塔被法国文化部列为法国历史古迹。